# Bisdom Rondonópolis-Guiratinga
Het bisdom Rondonópolis-Guiratinga (Latijn: Dioecesis Rondonopolitana-Guiratingensis) is een rooms-katholiek bisdom met als zetel Rondonópolis, in Brazilië. Het bisdom is suffragaan aan het aartsbisdom Cuiabá.

## Geschiedenis
Het bisdom werd opgericht op 13 juli 1940, als de territoriale prelatuur Chapada, uit delen van het bisdom Corumbá, het aartsbisdom Cuiabá en de territoriale prelatuur Registro do Araguaia. Op 25 november 1961 veranderde het van naam naar Rondonópolis. Op 15 februari 1986 werd het verheven tot bisdom. Op 25 juni 2014 werd het bisdom Guiratinga opgeheven en een deel van het gebied toegevoegd aan het bisdom Rondonópolis dat hierop de naam bisdom Rondonópolis-Guiratinga kreeg.

## Parochies
Het bisdom had in 2020 een oppervlakte van 53.405 km2 en telde 353.800 inwoners waarvan 74,1% rooms-katholiek was.

## Bisschoppen
- Wunibald Talleur (20 december 1947 - 1970; apostolisch administrator sinds 26 oktober 1941)
- Osório Willibaldo Stoffel (27 november 1970 - 19 november  1997)
- Juventino Kestering (19 november 1997 - 28 maart 2021)
- Maurício da Silva Jardim (8 juni 2022 - heden)

Cuiabá (aartsbisdom) · Barra do Garças · Diamantino · Juína · Primavera do Leste-Paranatinga · Rondonópolis-Guiratinga · São Félix (territoriale prelatuur) · São Luíz de Cáceres · Sinop